# أنطون روغان
أنطون روغان (بالإنجليزية: Anton Rogan)‏ هو لاعب كرة قدم بريطاني في مركز الدفاع، ولد في 25 مارس 1966 في بلفاست في المملكة المتحدة. شارك مع منتخب أيرلندا الشمالية لكرة القدم. أما مع النوادي، فقد لعب مع أكسفورد يونايتد وليسبورن ديستليري ونادي بلاكبول ونادي سلتيك ونادي سندرلاند ونادي ميلوول.

## وصلات خارجية
- أنطون روغان على موقع قاعدة بيانات كرة القدم.إي يو (الإنجليزية)
- أنطون روغان على موقع ناشيونال فوتبول تيمز (الإنجليزية)
- أنطون روغان على موقع Soccerbase.com (لاعب) (الإنجليزية)
- أنطون روغان على موقع عالم كرة القدم.نت (الإنجليزية)